# 石子塘站
石子塘站是南宁轨道交通2号线的地铁车站，位于中华人民共和国广西壮族自治区南宁市良庆区银海大道与大明路交叉口地下。
本站于2017年12月28日随2号线开通而投入使用，设有3个出入口和1个岛式站台。
。

## 设施

### 结构
本站设有2层，地面为出入口，地下一层为站厅，地下二层为2号线月台（往西津／玉洞站）的位置。
| 地面     | 出入口                  | 出入口                   |
| 地下一层 | 大堂                    | 客服中心、商店、自助服務 |
| 地下二层 |                         | █ 2号线列車往西津站方向  |
| 地下二层 | 島式月台                |                          |
| 地下二层 | █ 2号线列車往玉洞站方向 |                          |

### 出入口
本站形似狹長的方形，設有4個出入口，其中初期建设3个出入口，其中D出入口设有无障碍电梯。
| 出口編號            | 建議前往的目的地                                                         |
| ------------------- | ------------------------------------------------------------------------ |
| A出入口             | 西南附属学校（实验校区） 南宁市顺聪汽车用品修配经营部 南宁中科医院东北门 |
| B出入口             | 南宁市金象小学 金象绿城 启美新城                                         |
| C出入口             | 预留口                                                                   |
| D出入口             | 粤兴家私城 赛德森酒店                                                    |
| 注： 設有无障碍电梯 |                                                                          |